# Confédération nationale des travailleurs du Burkina
La Confédération nationale des travailleurs du Burkina (CNTB), est une confédération syndicale burkinabé fondée en 1950. Elle est affiliée à la Confédération syndicale internationale (CSI). 

## Histoire
L'union nationale locale des syndicats chrétiens est créée en septembre 1950, elle deviendra section locale de Haute-Volta de la Confédération africaine des travailleurs croyants, puis en 1972 : Confédération nationale des travailleurs Voltaïques (CNTV). Le XIIIe congrès ordinaire se tient du 3 au 5 septembre 2020, il porte au poste de secrétaire général Marcel Zanté pour un mandat de 4 ans.

## Organisations affiliées
- Syndicat national des petits commerçants (SYNAPETCOM)
- Fédération des syndicats des travailleurs et auxiliaires du transport du Burkina (FESYTRAT-B)
- Syndicat national des travailleurs de l'Institut national de formation des Personnels de l'éducation (SYNTRA/INFPE)
- Syndicat national des travailleurs de l'ANPE (SYNATRA)
- Syndicat national des mines et carrières du Burkina (SYNAMICAB)
- Syndicat des travailleurs des bois et bâtiment (SNTBB)
- Syndicat autonome des travailleurs des péages du Burkina (SYNATRAPE/BF)
- Syndicat national des personnels des enseignements préscolaire, primaire et post primaire du Burkina (SYNAPEP-B)

## Dirigeants
- Laurent Ouedraogo
- Marcel Zanté